# هارومی نموتو
هارومی نموتو (انگلیسی: Harumi Nemoto؛ زاده ۲۸ ژوئیهٔ ۱۹۸۰) یک مانکن ژاپنی است.